# جوزيف كوين
جوزيف كوين (مواليد 15 مايو 1993) هو ممثل بريطاني، أشتهر بدور إيدي مونسون في الموسم الرابع من مسلسل أشياء غريبة.

## وصلات خارجية
- جوزيف كوين على موقع IMDb (الإنجليزية)
- جوزيف كوين على موقع ميتاكريتيك (الإنجليزية)
- جوزيف كوين على موقع روتن توميتوز (الإنجليزية)
- جوزيف كوين على موقع ألو سيني (الفرنسية)
- جوزيف كوين على موقع أول موفي (الإنجليزية)
- جوزيف كوين على موقع قاعدة بيانات الأفلام السويدية (السويدية)
- جوزيف كوين على موقع قاعدة بيانات الفيلم (الإنجليزية)